# Kevin Chilton
Kevin Patrick Chilton (Los Angeles, 3 november 1954) is een voormalig Amerikaans ruimtevaarder. Chilton zijn eerste ruimtevlucht was STS-49 met de spaceshuttle Endeavour en vond plaats op 7 mei 1992. Tijdens de missie werd er onderhoud gepleegd aan de Intelsat 603 satelliet.
Chilton maakte deel uit van NASA Astronaut Group 12. Deze groep van 15 astronauten begon hun training in juni 1987 en werden in augustus 1988 astronaut. In totaal heeft Chilton drie ruimtevluchten op zijn naam staan, waaronder een missie het Russische ruimtestation Mir. In 1998 verliet hij NASA en ging hij als astronaut met pensioen. 